# Månvinda

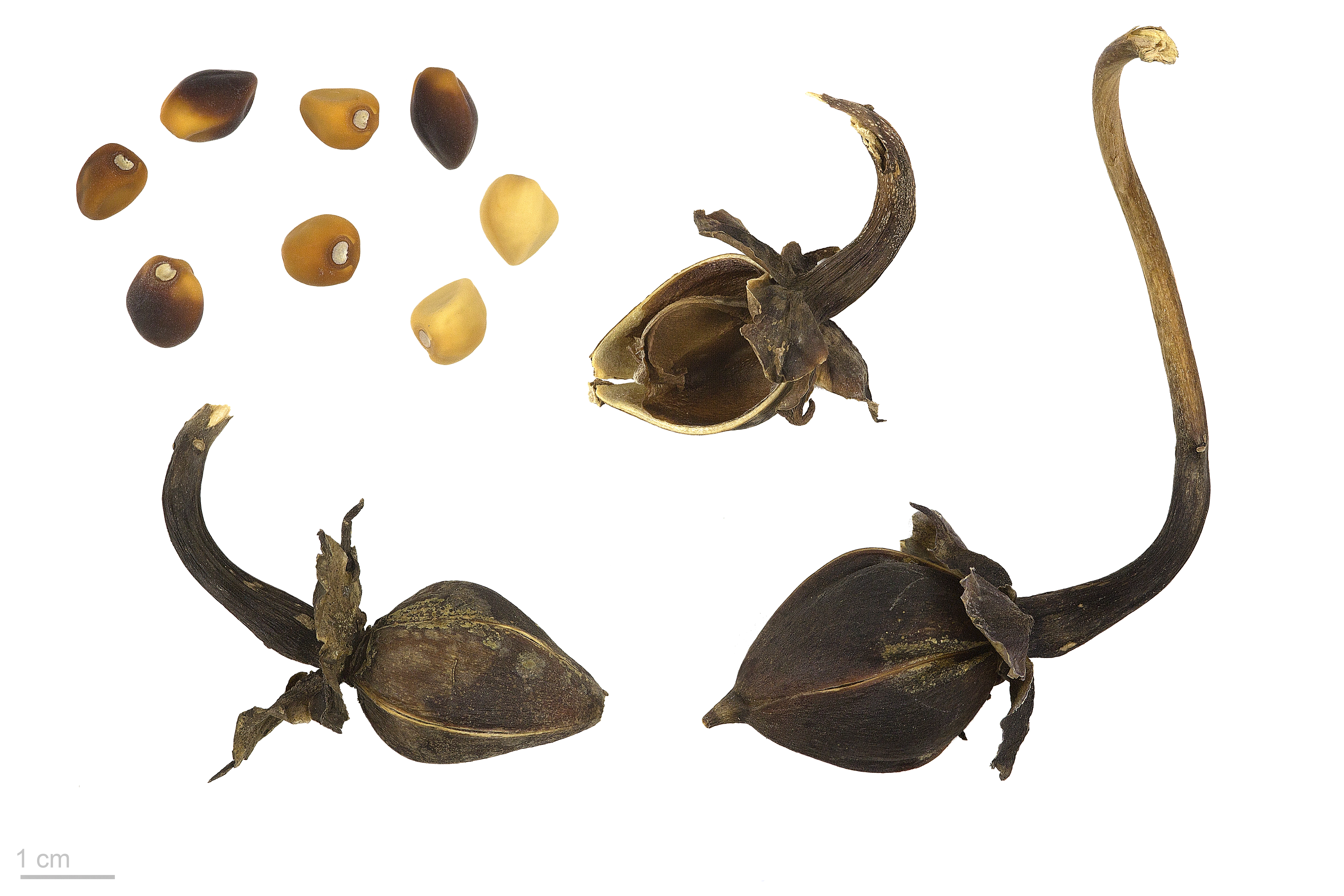
Ipomoea alba”

Månvinda (Ipomoea alba) är en ört i familjen vindeväxter, ursprungligen från tropiska Amerika. Numera förvildad i alla tropiska områden.
Ett- till flerårig, klättrande ört, till 10 m med mjölksaft. Stjälkar oftast kala eller sällan fint ludna. Bladen är äggrunda till cirkelrunda, uddspetsiga, hjärtlik bladbas, 10–20 cm långa, 5–16 cm breda. Blommor nattliga, doftande. Krona vit med gröna band, utbrett trattlik, 7–12 cm i diameter med en 7–12 cm lång pip.
Växten används ibland för att behandla ormbett.

## Odling
Lättast att odla som ettårig och sås tidigt på våren. Fröna sås direkt i stora krukor eftersom den ogillar omplantering och kan sluta växa. Kräver bästa möjliga ljus och en näringsrik jord som hålls jämnt fuktig. Näring varje vecka. Kan placeras utomhus under varma somrar, men är inte lika härdig som en del andra arter.

## Synonymer
- Bonanox indica Raf., 1838 nom. illeg.
- Bonanox riparia Raf., 1898
- Calonyction aculeatum (L.) House, 1904
- Calonyction aculeatum f. apopetalum Allard, 1945
- Calonyction album (L.) House, 1904
- Calonyction bonanox'' (Spreng.) Bojer, 1837 nom. illeg.
- Calonyction bonanox subvar. glabrum Hallier f., 1897
- Calonyction bonanox subvar. calvum Hallier f., 1897
- Calonyction bonanox subvar. hirsutum Hallier f., 1897
- Calonyction bonanox var. lobatum Hallier f., 1897
- Calonyction megalocarpum A.Rich., 1850
- Calonyction rheedii Colla, 1840 nom. illeg.
- Calonyction roxburghii G.Don, 1867 nom. illeg.
- Calonyction speciosum  var. vulgare Choisy, 1845 nom. inadmiss.
- Calonyction speciosum Choisy, 1834 nom. illeg.
- Convolvulus aculeatus L. var. bonanox (Spreng.) Kuntze, 1898
- Convolvulus aculeatus L., 1753
- Convolvulus bonanox Spreng., 1824
- Convolvulus grandiflorus L.f., 1782 nom. illeg.
- Convolvulus latiflorus Desr., 1792
- Convolvulus macrosolen Spreng., 1824
- Convolvulus maximus L.f., 1782
- Convolvulus muricatus Blanco, 1837 nom. illeg.
- Convolvulus pulcherrimus Vell., 1829
- Convolvulus schottianus Denhart, 1829
- Ipomoea aculeata var. heterophylla Kuntze  1891
- Ipomoea aculeata (L.) Kuntze 1891 nom. illeg.
- Ipomoea aculeata var. bonanox (Spreng.) Kuntze  1891
- Ipomoea aculeata f. bonanox (Sprengel) Voss  1894
- Ipomoea ambigua Endl., 1833
- Ipomoea bonanox L., 1762 nom. illeg.
- Ipomoea grandiflora Roxb., 1814 nom. illeg.
- Ipomoea krusensternii Ledeb., 1811
- Ipomoea latiflora (Desr.) Roem. & Schult., 1819
- Ipomoea longiflora Humb. & Bonpl. ex Willd., 1809
- Ipomoea maxima (L.f.) G.Don ex Sweet, 1830
- Ipomoea noctiflora Griff.
- Ipomoea noctiluca Herbert, 1825
- Ipomoea roxburghii Steud., 1840 nom. illeg.
- Ipomoea tubulosa Willd. ex Roem. & Schult., 1819
- Quamoclit longiflora (Humb. & Bonpl. ex Willd.) G.Don, 1837
- Wikimedia Commons har media som rör Månvinda.